# Улица Физули (Баку)
Улица Физули (азерб. Füzuli küçəsi) — улица в столице Азербайджана, в городе Баку, протягивающаяся с юго-запада на северо-восток. Является одной из центральных улиц города. С востока к улице примыкает проспект Азадлыг и площадь Джафара Джаббарлы, с запада — площадь Физули, а с юга — недавно проложенный Зимний бульвар.

## История улицы
Улица появилась в XIX веке и называлась Балаханской улицей (Балаханской дорогой). В середине XIX века, когда Баку был ещё уездным городом, Балаханская улица была северной границей восточной части форштадта Баку В этот период она ещё только намечалась. По сравнению с Сураханской улицей, которая пересекала форштадт в направлении с запада на восток, роль Балаханской улицы была выражена в планировке слабо.
Появление во второй половине XIX века промышленного района — Чёрного города, а затем железнодорожной станции способствовало развитию новых, более оживленных районов в восточной части города. К ним относилась сеть улиц в широтном направлении, одной из которых была и Балаханская улица. К концу XIX века тяготеющий к Балаханской улице район Канни-тепе с розничной торговлей, кустарными и ремесленными рядами и находящийся под влиянием вокзала и железнодорожной станции, быстро развивался в северном направлении.

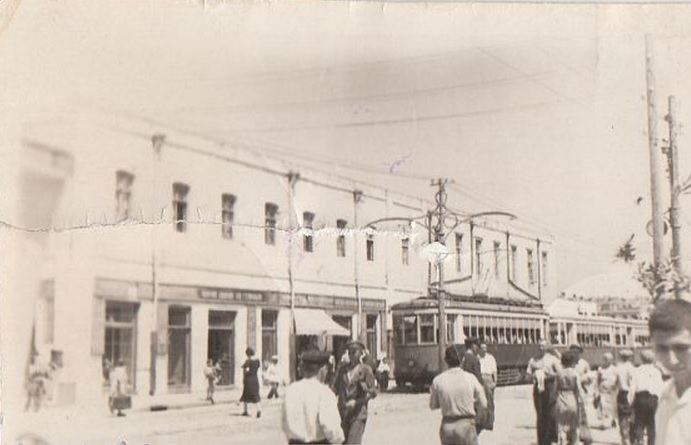
Улица Басина в 20-х годах XX века

К началу XX века Балаханская улица, имевшая, протяженность 1350 м, была почти сплошь застроена одноэтажными лавками. Исключение составляли несколько трехэтажных домов и большое здания мужской гимназии, построенное по проекту гражданского инженера Константина Борисоглебского в 1911—1913 гг. Как магистраль Балаханская улица не представляла большой ценности. Ширина улицы колебалась и местами доходила до нескольких метров.
В советские годы улица, являвшаяся одной из главных магистралей города, была переименована в честь одного из 26 бакинских комиссаров Меера Басина. В 20-х годах по этой улице началась прокладка трамвайной дороги.
В 2001 году согласно распоряжению Кабинета Министров Азербайджанской Республики об исторических и культурных памятниках здание бывшей мужской гимназии (ныне — здание Центральной клинической больницы № 4) было объявлено «памятником истории и культуры национального значения», и ещё 13 зданий расположенных на улице — местного значения: это здания № 27 (1905 года постройки), 33 (1894 года постройки), 39 (1908 года постройки), 58 (1908 года постройки), 59 (1898 года постройки), 63, 71 (1980 года постройки), 75 (1899 года постройки), 77 (1901 года постройки), 79 (1905 года постройки) и 81 (1910 года постройки).

### Реконструкция и постройка «Зимнего бульвара»
В 2009 году президент Азербайджана Ильхам Алиев распорядился построить парковый комплекс охватывающий территорию от Дворца имени Гейдара Алиева до площади Физули. В феврале 2010 года на улице Физули начался снос старых домов. В частности был снесен исторический архитектурный трехэтажный дом, выходящий фасадом на площадь Физули, а также фасад архитектурного жилого дома, под номером 58, постройки начала XX века.
Жителям сносимых домов предлагали компенсацию в 1500 манат за квадратный метр. Несогласные же с размером выплат люди противились сносу домов, что приводило к протестам и столкновениям между жильцами и рабочими. К 2012 году многие старые постройки на улице Физули были уже снесены.
В начале 2013 года в связи с расширением улицы дом под номером 39, принадлежавший некогда известному бакинскому нефтепромышленнику Иса-беку Гаджинскому, было решено сохранить как ценный исторический и архитектурный памятник и передвинуть на 10 метров. Переносом здания занималась нидерландская компания Bresser Eurasia. Таким образом, 27 апреля 2013 года процесс переноса здания, который весит 18 тысяч тонн, был завершен. Это было первым передвинутым зданием в Азербайджане и самым тяжёлым в мире.
10 мая 2013 года состоялось открытие «Зимнего бульвара», построенного между улицами Физули и Мирзаги Алиева в Баку. В церемонии открытия приняли участие президент страны Ильхам Алиев, его супруга Мехрибан Алиева и члены их семьи. «Зимний бульвар» охватывающий 7 га территории, длиной 1 км, и шириной 150 м стал крупнейшим парком в черте города Баку.

## Здания на улице
Красным выделены утраченные постройки
| Постройка                                                                          | Фотография | Архитектор                                       | Год проектирования | Год постройки | Адрес                                 | Примечания                                                                                                |
| ---------------------------------------------------------------------------------- | ---------- | ------------------------------------------------ | ------------------ | ------------- | ------------------------------------- | --- |
| Бешмертебе                                                                         |            | М. С. Финкельштейн и А. М. Шушеров/А. А. Никитин | 1920-е             | 1929          | 15                                    | Первое многоэтажное здание Баку                                                                           |
| Корпус Михайловской больницы (позднее Родильного дома № 1 имени Мешади Азизбекова) |            | Зивер-бек Ахмедбеков                             | 1912               | 1912-1913     | 31                                    | Снесена в начале 2010-х во время реконструкции улицы                                                      |
| Мужская гимназия (ныне — здание Центральной клинической больницы № 4)              |            | Константин Борисоглебский                        | 1910               | 1911-1913     | 61                                    | |
| Одноэтажная лавка                                                                  |            | Мешади Мирза Кафар Измайлов                      | 1886               | 1886          |                                       | |
| Одноэтажная лавка                                                                  |            | Мешади Мирза Кафар Измайлов                      | 1889               | 1891          |                                       | |
| Двухэтажный жилой дом                                                              |            | Мешади Мирза Кафар Измайлов                      | 1890               | 1891          | угол Балаханской и Каспийской улиц    | |
| Одноэтажная лавка                                                                  |            | Мешади Мирза Кафар Измайлов                      | 1890               | 1891          |                                       | |
| Двухэтажный жилой дом                                                              |            | Мешади Мирза Кафар Измайлов                      | 1891               | 1892          | угол Красноводской и Балаханской улиц | |
| Трёхэтажный жилой дом                                                              |            | Иван Эдель                                       | 1892               | 1894          | 33                                    | дом Гаджи Аббаскулу Ашурбекова Рзаева Снесена в начале 2010-х во время реконструкции улицы                |
| Двухэтажный жилой дом                                                              |            | Фердинанд Лемкуль                                | 1887               | 1889          |                                       | |
| Двухэтажный жилой дом                                                              |            | Иосиф Плошко                                     | 1899               | 1900          | 75                                    | |
| Трёхэтажный жилой дом                                                              |            |                                                  |                    | 1905          | 27                                    | Снесена в начале 2010-х во время реконструкции улицы                                                      |
| Жилой дом (также бывшая библиотека имени Азизбекова)                               |            |                                                  |                    | 1908          | 39                                    | Дом принадлежал Иса-беку Гаджинскому. Был перемещён на 10 метров в 2013 году во время реконструкции улицы |
| Жилой дом                                                                          |            |                                                  |                    |               | 45                                    | Снесена в начале 2010-х во время реконструкции улицы                                                      |
| Жилой дом                                                                          |            |                                                  |                    |               | 52                                    | Снесена в начале 2010-х во время реконструкции улицы                                                      |
| Жилой дом                                                                          |            |                                                  |                    | 1908          | 58                                    | Снесена в начале 2010-х во время реконструкции улицы                                                      |
| Жилой дом                                                                          |            |                                                  |                    | 1898          | 59                                    | Снесена в начале 2010-х во время реконструкции улицы                                                      |
| Жилой дом Мингечаургэсстроя                                                        |            | Газанфар Ализаде                                 |                    | 1951          | 63                                    | |
| Здание строительного банка                                                         |            |                                                  |                    | 1980          | 71                                    | |
| Жилой дом                                                                          |            |                                                  |                    | 1901          | 77                                    | |
| Жилой дом                                                                          |            |                                                  |                    | 1905          | 79                                    | |
| Жилой дом                                                                          |            |                                                  |                    | 1910          | 81                                    | |